# Raiffeisen Arena
El Raiffeisen Arena es un estadio de fútbol ubicado en la ciudad de Linz, capital del estado federal de Alta Austria, Austria. El estadio fue inaugurado el 24 de febrero de 2023 y posee una capacidad para 19 080 personas. Es utilizado principalmente por el Linzer ASK cuadro de la Bundesliga de Austria, y en menor medida por el FC Blau-Weiß Linz.
El estadio fue construido en el sitio del demolido Linzer Stadion y su nombre proviene de un acuerdo comercial con Raiffeisenlandesbank Oberösterreich.

## Historia
El 22 de julio de 2020, LASK presentó los planos para la construcción de su nuevo estadio, un recinto exclusivo para la práctica del fútbol de categoría 4 de la UEFA, el borrador creado bajo la dirección del arquitecto Harald Fux (Raumkunst ZT GmbH) debería ofrecer 20.234 asientos en el nivel superior e inferior. El Linzer Stadion fue demolido en 2021, y el inicio de las obras fue fijado para el 9 de octubre de 2021. Según el plan, la construcción del estadio debe completarse a más tardar el 10 de febrero de 2023. El grupo constructor Porr se adjudicó el contrato de construcción. 
El terreno de juego cuenta con sistema de calefacción de suelo radiante que se probó con éxito a finales de diciembre de 2022, para luego iniciar la colocación del césped híbrido sobre la superficie de juego. El recinto cuenta con videomarcador con pantalla Led, oficinas, campos de entrenamiento y un restaurante de día, está provisto además de una zona infantil de 1.000 metros cuadrados, donde los abonados podrán dejar a sus hijos durante los partidos.
El estadio fue inaugurado el 24 de febrero de 2023, durante un partido validó por la Bundesliga de Austria, entre el Linzer ASK contra el Austria Lustenau, el cuadro local venció por 1–0, gracias a un penalti convertido por Marin Ljubičić en el minuto 90+4, ante 12.000 espectadores.
Los días 24 y 27 de marzo de 2023 el estadio albergó sus dos primeros partidos internacionales, cuando la Selección de fútbol de Austria enfrentó a Azerbaiyán (4–1) y Estonia (2–1) por la clasificación para la Eurocopa de 2024.

## Imágenes

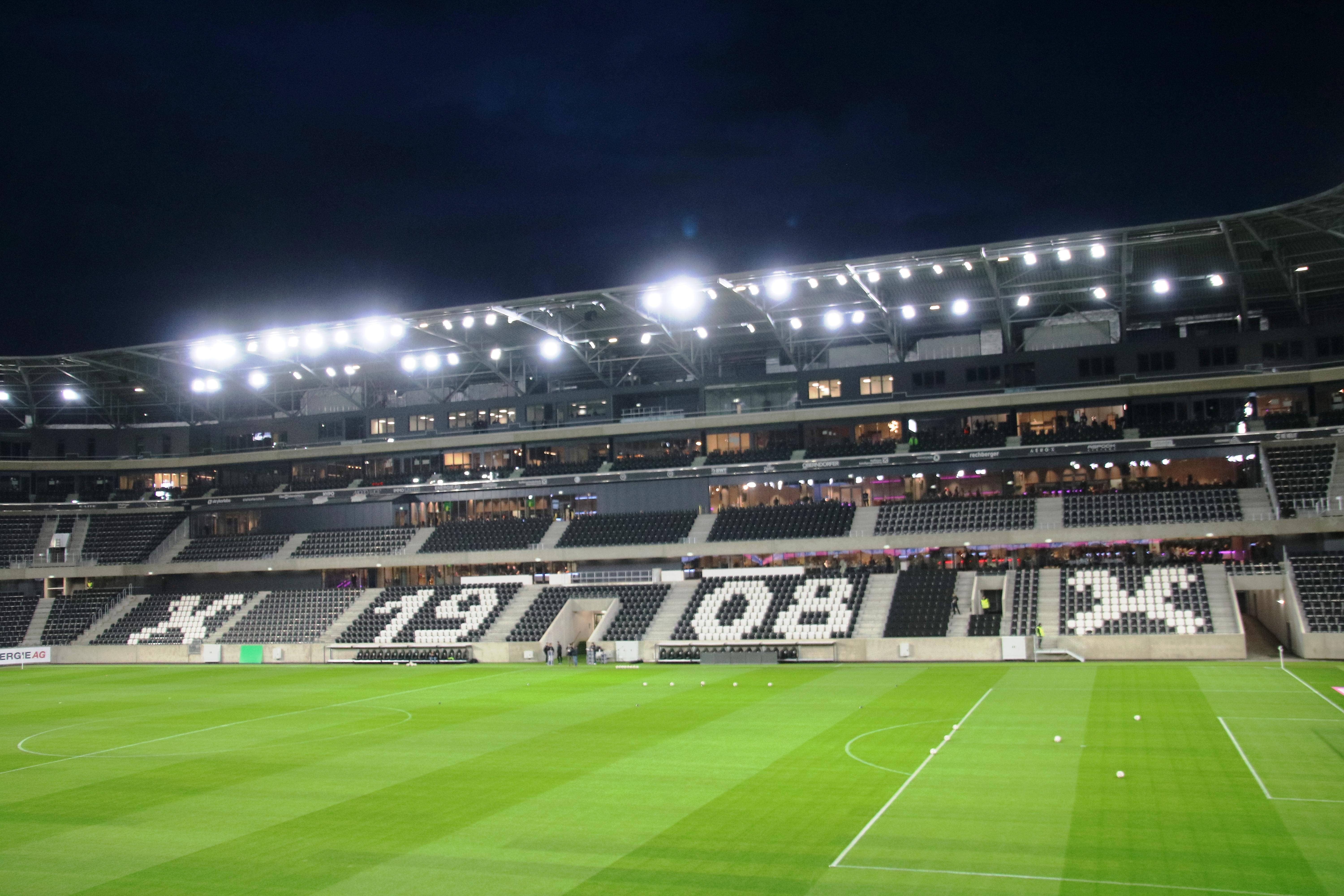
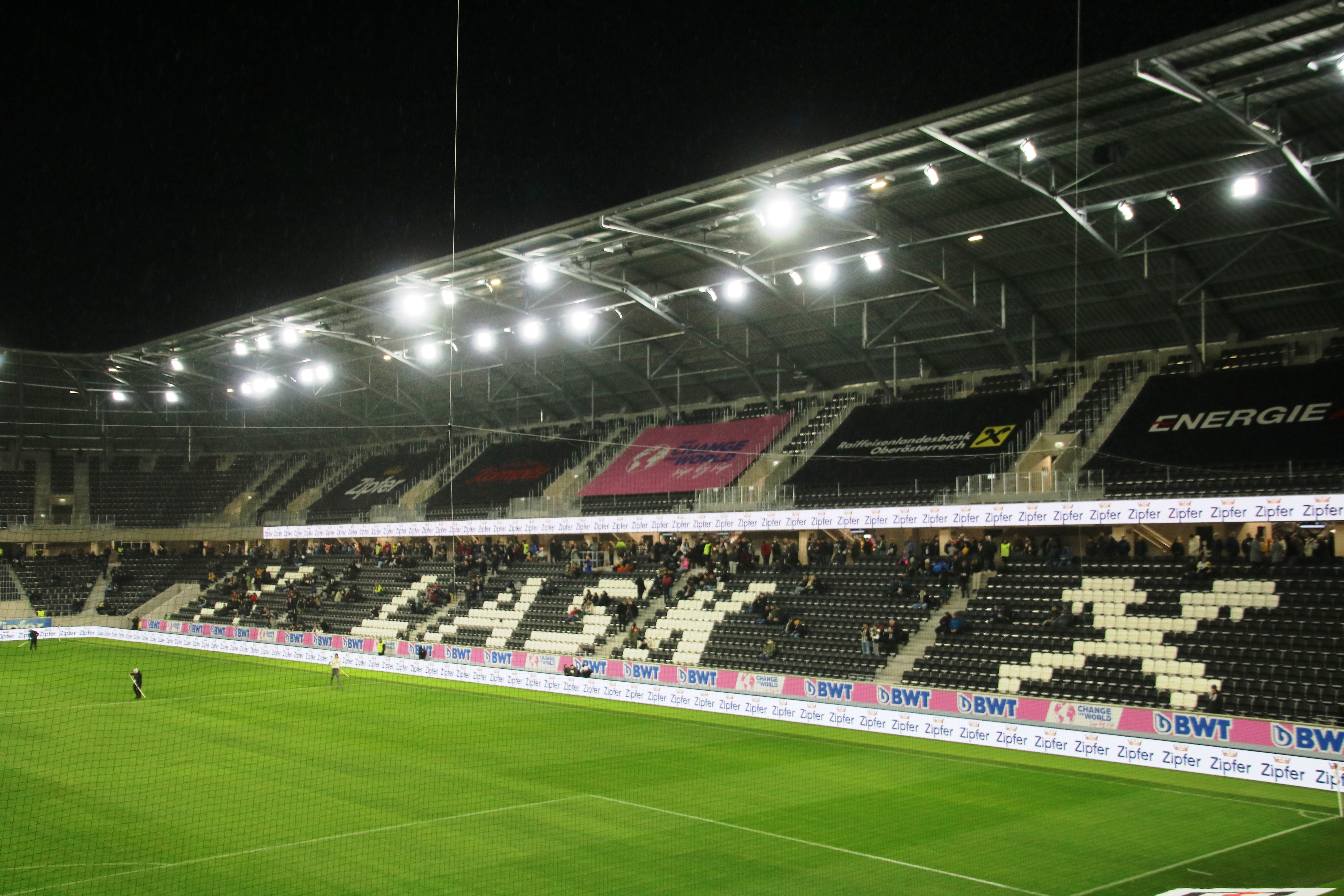